# Бурильон, Анри
Анри Бурильон известный под литературным псевдонимом Пьер Амп  (фр.  Pierre Hamp; 23 апреля 1876, Ницца — 19 ноября 1962, Ле-Везине, Иль-де-Франс) — французский прозаик и художник. Инженер.

## Биография
Самоучка. Работал учеником кондитера в Париже, позже в Англии и Испании, на Северной железной дороге, был заместителем начальника железнодорожной станции, инспектором по труду, журналистом (с 1906 по 1912 год сотрудничал с социалистической газетой L’Humanité), директором текстильной фабрики, директором учебного центра и т. д. 
Шовинист в годы Первой мировой войны. В 1940-1944 годах был на стороне вишистов.

## Творчество
В 1908 году выступил как новеллист (сборник «Десять рассказов, написанных в департаменте Нор»).
Анри Бурильон — один из создателей, так называемого, «производственного романа». 
Основным произведением Ампа является монументальный цикл романов, посвященных труду и производству: «La Peine des Hommes» («Страда человеческая»). П. Амп выступает в этом грандиозном произведении , как «поэт промышленной расы», как новатор, решительно разрывающий со старыми сентиментальными традициями буржуазного искусства («трагедии станков напряженнее, чем трагедии спален»), — он делает попытку создать искусство индустриальной эпохи. Идеология П. Ампа — типичная идеология технической интеллигенции. Писатель никогда не поднимает возражающего голоса против капиталистической системы как таковой, он борется только за усовершенствование технического базиса капиталистической промышленности, за рациональную организацию производства, за классовый мир, покоящийся на «справедливых» отношениях между организаторами и организуемыми. Производственные романы Ампа, возникшие в эпоху индустриальной экспансии, проникнуты насквозь этой характерной идеологией. «Страда человеческая» включает «Шампанское» (Vin de Champagne, 1910) — показан процесс производства вина, начиная со сбора винограда и кончая упаковкой бутылок выдержанного шампанского; «Свежая рыба» (Marée fraîche, 1910) — показана добыча и обработка рыбы; «Рельсы» (Le Rail, 1912) — подробнейшим образом показана работа большой железнодорожной станции; «Лильские ткачи» (L’Enquête, 1913) — обследован с применением научно-статистического метода быт текстильных рабочих; «Лён» (Le Lin, 1921) — показаны все производственные процессы, связанные с обработкой льна; «Песнь песней» (Le Cantique des Cantiques, 1922) — детальнейшая картина парфюмерной промышленности: от сбора цветов, взращенных в садах Грасса, до усовершенствованных химических лабораторий парфюмерных королей Парижа. Идеализированную оценку капиталиста ‒ организатора производства дал в романе «Шерсть» (1931).
Несмотря на отсутствие какой бы то ни было личной, психологической темы и сюжета в традиционном смысле (динамика вещи обусловлена здесь течением производственного процесса, сменой его стадий, его внутренней логики), романы Ампа всё же являются подлинно художественными построениями, настоящими вещами искусства (их материал необычен, и конструкция основана на совсем новых положениях — всё это делает эти своеобразные романы явлениями нового жанра, тесно связанного с индустриальной эпохой). Цикл «Страда человеческая» кроме романов включает ещё несколько полупублицистических книг — «Больная промышленность» (Les Métiers blessés), «Победа машин» (La Victoire mécanicienne), «Непобедимый труд» (Le Travail invincible), «Новая честь» (Un Nouvel Honneur), — чрезвычайно интересных для характеристики автора. Собранные очерки посвящены таким вопросам: война и промышленность, война и труд, техническая революция, проблема восстановления французской промышленности. В постановке этих вопросов Амп проявляет себя не только как технический интеллигент, работающий над усовершенствованием национальной капиталистической машины, но и как патриот, зараженный махровым шовинизмом. Производственные романы Ампа знакомят с течением производственных процессов, показанных во всех подробностях с безукоризненной отчетливостью и полнотой. Амп прежде всего документатор. Он с величайшей тщательностью описывает конкретный материал индустриального мира, впервые с такой решительностью введенный в искусство. Но за этой внешней объективностью, за этим кажущимся беспристрастием документатора скрывается вполне определенная физиономия классового художника. Он рассматривает мир как взаимоотношение двух групп: организаторов и организуемых; первые должны уметь направлять промышленное развитие, планировать, рационально строить производство, вторые должны не за страх, а за совесть трудиться, максимально расходуя свои силы — это дает им право на здоровый, сытый и разумный быт.
П. Ампа мало интересуют общественные проблемы, социальная и личная жизнь людей. Классовую борьбу  рассматривал как источник анархии.

## Избранные произведения
- Vin de champagne, 1908
- Dix contes écrits dans le Nord, 1908
- La Peine des hommes, 1908
- Le Rail, 1912
- Marée fraîche, 1913
- L'Enquête, 1914
- Gens, 1917
- Le Travail invincible, 1918
- Les Chercheurs d'or, 1920
- Le Cantique des Cantiques, 1922
- Un nouvel honneur, 1922
- L'Art et le travail, 1923
- Gens, deuxième tableau, 1923
- Le Lin, 1924
- Une nouvelle fortune, 1926
- Gens, troisième tableau, 1928
- Gens, quatrième tableau, 1928
- Il faut que vous naissiez de nouveau, 1932
- Dieu est le plus grand, 1937
- Gueules noires, 1938
- Braves gens de France, 1939
- Moteurs, 1942
- Mes métiers, 1943
- Et avec ça, Madame Hamp, 1946
- Les métiers blessés, 1947
- En passant par la Lorraine, 1947
- L'Éternel, 1948
- Hormidas le Canadien,1952
- Kilowatt, 1957